# Меморандум (право)
Мемора́ндум (лат. memorandum — «то, о чём нужно помнить», в другом источнике лат. , дословно — «что до́лжно помнить») — памятная записка, в частности дипломатическая нота, в которой излагается историческое положение какого-либо вопроса, и образ действий данного правительства по этому вопросу, информационно-справочный документ с изложением взглядов на какой-либо вопрос.
Меморандум может использоваться в дипломатических отношениях, предпринимательстве, в качестве докладной записки или справки внутри организации. В полисах морского страхования меморандум — исчисление опасностей, по отношению к которым страховщик никакого риска на себя не принимает.

## Значение термина
Слово «меморандум» происходит от лат. memorandum,что буквально означает: «то, о чём следует помнить». В российских словарях меморандум обычно определяется как дипломатический документ, излагающий фактическую, документальную или юридическую сторону какого-либо вопроса и прилагаемый к ноте либо вручаемый представителю другой страны. Юридические словари предлагают, помимо дипломатического, и другие значения этого слова — в частности, такие как: письмо с напоминанием о чём-либо (в коммерческих отношениях) и докладная или служебная записка или справка по какому-либо вопросу. В западной юридической практике под меморандумом понимают также документ, в котором содержится правовой анализ того или иного вопроса, подготовленный по запросу третьих лиц либо распространяемый среди сотрудников фирмы.
В этом, последнем значении термин «меморандум» получает все большее распространение в российской юридической практике.

## Использование
Меморандум по содержанию бывает внешним и внутренним. Внешний меморандум направляется лицам, обратившимся в юридическую фирму. Внутренний меморандум адресован всем или отдельным сотрудникам той организации, внутри которой он был создан; он остаётся внутри компании и не предназначен для чтения третьими лицами.
В российской юридической практике термины «меморандум» и «юридическое заключение» являются новыми и неустоявшимися. При этом часто для обозначения по существу одного и того же вида документа в разных юридических фирмах используются разные термины или, что вносит ещё бо́льшую неясность, используется один и тот же термин для обозначения разных видов документов. В некоторых фирмах строго различают меморандум и юридическое заключение, хотя называться они могут иначе. В то же время часть фирм использует название «меморандум» только в отношении внутриофисной переписки, а исходящие документы, которые направляются клиентам, называют правовыми заключениями, экспертными оценками, консультативными или экспертными мнениями, справками и др. — то есть используют названия, которые в других фирмах употребляются применительно к юридическому заключению.
Эти терминологические различия — в значительной мере вопрос принятой практики или вкусовых пристрастий. В конечном счёте, название документа не является принципиальным. Важно, однако, как отмечал Дж. Оруэлл в статье «Новые слова», «договориться о том, что мы называем», и в этом, по его мнению, состоит «единственная сложность».

## Структура
Типичная структура информационной записки включает описание предлагаемой политики; соответствующая справочная информация; обсуждение основных соображений (включая проблемы реализации, финансовые соображения, влияние заинтересованных сторон и возможные непредвиденные последствия), краткое изложение аргументов за и против политики и рекомендуемое решение. Деловой меморандум должен начинаться с заголовка, который должен содержать четко обозначенный «Меморандум» (чтобы помочь вашему читателю понять, какой документ он читает), имя и должность получателя, ваше имя и должность, день, месяц и год, когда меморандум отправляется и тема служебной записки.

## Примеры
Ниже представлены некоторые меморандумы:
- Меморандум: об исполнении положений Протокола по итогам консультаций Трехсторонней контактной группы относительно шагов, направленных на имплементацию Мирного плана Президента Украины П. Порошенко и инициатив Президента России В. Путина, Трехсторонняя контактная группа и представители отдельных районов Донецкой и Луганской областей.
- Меморандум о гарантиях безопасности в связи с присоединением Украины к Договору о нераспространении ядерного оружия.
- и другие.